# Сапелюк, Богдан Михайлович
Богда́н Миха́йлович Сапелю́к (укр. Богдан Михайлович Сапелюк; 17 июня 1942 — 3 марта 2001, Львов) — советский и украинский композитор, дирижёр, педагог, имел дипломы инженера электронной техники и программиста.
Широко известен благодаря маршам для духового оркестра. Самые известные из них «Калина памяти» и «За родную землю».

## Биография
Родился 17 июня 1942 года в селе Бужок Золочевском районе Львовской области Украины.
С ранних лет играл на разных музыкальных инструментах, в том числе и на духовых: кларнете, трубе, баритоне, тромбоне.
По окончании школы был призван в Советскую Армию. Военную службу проходил в Ленинграде, в духовом оркестре.
В 1964 году вступил в Львовскую политехнику. Стал инженером электронной техники, позже самостоятельно переквалифицировался на программиста. Был диригентом оркестра при университете.
Со временем заслужил репутацию профессионального дирижёра и композитора в музыкальных кругах Львова, стал заниматься аранжировками классических произведений для духовых оркестров и написанием маршей, в частности для военного оркестра музыкального центра оперативного командования «Запад». Из воспоминаний музыкантов ЗОК, на прощание Богдан подарил ноты оркестру. А через несколько дней, 3 марта 2001 года он скончался.

## Марши для духового оркестра
Богдан Михайлович Сапелюк автор маршей на мотивы сечевых и повстанческих песен. Впервые его марши были исполнены во время празднования Певромайских торжеств 1990 года когда два духовых оркестра вели колоны на Львовский стадион «Украина» под композиции, составленные Богданом Михайловичем. Ним написано около десятка маршей, которые исполняют в военных, школьных, любительских и профессиональных оркестрах Украины, украинскими оркестрами в Чикаго (США) и Торонто (Канада). Первая студийная запись походной музыки композитора, в исполнении Галицкого духового оркестра, была произведена в 1991 году, вместе с маршевыми аранжировками Сергея Войтюка, Шоты Чихрадзе (марши Ярослава Ярославенка) и Богдана Гриньовского. Композиции Сапелюка рассчитаны, как правило, на походное, а не на оркестровое исполнение.

## Список произведений
Марши :
1. Калина Памяти
2. Сечевая Слава
3. За Родную Землю
4. Уже Пора
5. Молодёжь Христу
6. Будьмо!
7. Спомин
8. Повстанский марш
9. Украинские повстанцы

Аранжировки для духового оркестра :
- Николай Лысенко — Вторая рапсодия на украинские темы «Думка-шумка»
- Мирослав Скорик — «Шумела лищина» (для голоса с оркестром)
- Михаил Вербицкий — Симфония № 6, часть 1
- Ф. Гарольд — Увертюра к опере «Zampa»
- А. Адан — Увертюра к опере «Если бы я был королём»
- В.-А. Моцарт — Увертюра к опере «Титус» («Милосердие Тита»)
- Фридрих Флотов — Увертюра к опере «Марта»
- Джузеппе Верди — Великий финал с І-го акта оперы «Аида»
- Амброзио Тома — Увертюра к опере «Миньйон»
- Амброзио Тома — Увертюра к опере «Раймонд или Секрет Королевы»
- Ейленберг — «Концерт в лесу»

## Источник
Богдан Гриньовский Богдан Сапелюк. «Украинские марши для духового оркестра» Издательство «Возрождение», код книги 966-538-170-9